# 伏龙芝区 (圣彼得堡)

所在位置

伏龙芝区（羅馬化：Frunzensky rayon），为俄罗斯联邦圣彼得堡18区之一。总面积37.469平方公里，总人口 40 1779（2010年10月），人口密度10722人/平方公里。该区成立于1936年。